# Welshpool
Welshpool (wal. Y Trallwng) – miasto we wschodniej Walii, w hrabstwie Powys (historycznie w Montgomeryshire), położone na zachodnim brzegu rzeki Severn. W 2011 roku miasto liczyło 6664 mieszkańców.
Miasto uzyskało przywilej targowy w 1263 roku. Lokalna gospodarka w dużej mierze opiera się na rolnictwie. Odbywa się tu targ zwierzęcy.
Na południe od Welshpool znajduje się XII-wieczny zamek Powis Castle. W mieście swój wschodni kraniec ma linia kolei wąskotorowej Welshpool and Llanfair Light Railway wiodąca do Llanfair Caereinion.